# Vergiß nicht, deine Frau zu küssen
Vergiß nicht, deine Frau zu küssen (Originaltitel: Elsk din næste) ist eine dänisch-deutsche erotische Filmkomödie in Farbe aus dem Jahr 1967 von Egil Koltsø. Das Drehbuch verfasste Willy Breinholst zusammen mit dem Regisseur. Es beruht auf dem Roman „Liebe deinen Nächsten“ von Willy Breinholst. In den Hauptrollen sind Walter Giller, Ghita Nørby, Dirch Passer und Christina Schollin zu sehen. Seine Premiere hatte der Film am 1. September 1967 sowohl in Dänemark als auch in der Bundesrepublik Deutschland.

## Handlung
Sven ist Fabrikant von Sex-Romanen. Während er aber am laufenden Band Liebesleben beschreibt, kommt sein eigenes zu kurz; er vernachlässigt seine Frau Brit. Von Leserschaft und Presse bedrängt, beschließt Sven, auf dem Lande in der nötigen Ruhe seiner Arbeit nachzugehen, und quartiert sich mit Frau und Super-Bett (nicht zur praktischen Erfahrung, sondern zur reinen Entspannung gebraucht) in einem Dorf ein. Die ländliche Bevölkerung sähe ihn anfangs voller Abscheu und Bedenken am liebsten wieder sofort abreisen, ist dann aber, nachdem er zur Touristenattraktion geworden ist, sogar bereit, ihn mit einer „Sex-Orgie“ zu halten.
Unterdessen hat sich Brit mit dem kräftigen Holzfäller Ola eingelassen, der aber von der Sennerin Solveig geliebt wird, die wiederum Sven in die Augen sticht. So entsteht unter allen eine große Verwirrung. Empört reist Brit – als die Verbindung ihres Gatten mit der Sennerin nicht mehr so harmlos erscheint, wie sie in Wirklichkeit ist – mit Ola in die Stadt. Sven fährt mit einem ehemaligen Seemann hinterher, ebenso Solveig mit einer Flinte. Zu ihnen stößt noch eine Soldatin von der Heilsarmee, die bei der gegenseitigen Suche helfen will. Zum Schluss sind die richtigen Paare traut vereint, und die Heilsarmistin entpuppt sich als frühere Freundin des Seemanns, der damit auch nicht leer ausgeht.

## Kritik
Der Evangelische Film-Beobachter fasst seine Meinung so zusammen: „Die Demonstration unbekleideter Formen verhüllt nur mangelhaft die langweilende Einfallslosigkeit und den platten Humor.“ Das Lexikon des internationalen Films bemerkt lapidar, bei dem Film handle es sich um eine „mißlungene Satire auf den Sexrummel“.

## Weblink
- Vergiß nicht, deine Frau zu küssen bei IMDb